# Armorial des localités de Csongrád
Cette page donne les armoiries (figures et blasonnements) des localités du comitat de Csongrád.
- Haut – A
- B
- C
- D
- E
- F
- G
- H
- I
- J
- K
- L
- M
- N
- O
- P
- Q
- R
- S
- T
- U
- V
- W
- X
- Y
- Z

## A-Á
| Blason de Algyő | Blason  | Inconnu.                                         |
| Blason de Algyő | Détails | Le statut officiel du blason reste à déterminer. |

| Blason de Ambrózfalva | Blason  | Inconnu.                                         |
| Blason de Ambrózfalva | Détails | Le statut officiel du blason reste à déterminer. |

| Blason de Apátfalva | Blason  | Inconnu.                                         |
| Blason de Apátfalva | Détails | Le statut officiel du blason reste à déterminer. |

| Blason de Árpádhalom | Blason  | Inconnu.                                         |
| Blason de Árpádhalom | Détails | Le statut officiel du blason reste à déterminer. |

| Blason de Ásotthalom | Blason  | Inconnu.                                         |
| Blason de Ásotthalom | Détails | Le statut officiel du blason reste à déterminer. |

## B
| Blason de Baks (Csongrád) | Blason  | Inconnu.                                         |
| Blason de Baks (Csongrád) | Détails | Le statut officiel du blason reste à déterminer. |

| Blason de Balástya | Blason  | Inconnu.                                         |
| Blason de Balástya | Détails | Le statut officiel du blason reste à déterminer. |

| Blason de Bordány | Blason  | Inconnu.                                         |
| Blason de Bordány | Détails | Le statut officiel du blason reste à déterminer. |

## Cs
| Blason à dessiner | Blason  | Inconnu.                                         |
| Blason à dessiner | Détails | Le statut officiel du blason reste à déterminer. |

| Blason à dessiner | Blason  | Inconnu.                                         |
| Blason à dessiner | Détails | Le statut officiel du blason reste à déterminer. |

| Blason à dessiner | Blason  | Inconnu.                                         |
| Blason à dessiner | Détails | Le statut officiel du blason reste à déterminer. |

| Blason à dessiner | Blason  | Inconnu.                                         |
| Blason à dessiner | Détails | Le statut officiel du blason reste à déterminer. |

| Blason à dessiner | Blason  | Inconnu.                                         |
| Blason à dessiner | Détails | Le statut officiel du blason reste à déterminer. |

## D
| Blason de Derekegyház | Blason  | Inconnu.                                         |
| Blason de Derekegyház | Détails | Le statut officiel du blason reste à déterminer. |

| Blason à dessiner | Blason  | Inconnu.                                         |
| Blason à dessiner | Détails | Le statut officiel du blason reste à déterminer. |

| Blason à dessiner | Blason  | Inconnu.                                         |
| Blason à dessiner | Détails | Le statut officiel du blason reste à déterminer. |

| Blason à dessiner | Blason  | Inconnu.                                         |
| Blason à dessiner | Détails | Le statut officiel du blason reste à déterminer. |

## E
| Blason à dessiner | Blason  | Inconnu.                                         |
| Blason à dessiner | Détails | Le statut officiel du blason reste à déterminer. |

## F
| Blason à dessiner | Blason  | Inconnu.                                         |
| Blason à dessiner | Détails | Le statut officiel du blason reste à déterminer. |

| Blason à dessiner | Blason  | Inconnu.                                         |
| Blason à dessiner | Détails | Le statut officiel du blason reste à déterminer. |

| Blason à dessiner | Blason  | Inconnu.                                         |
| Blason à dessiner | Détails | Le statut officiel du blason reste à déterminer. |

| Blason à dessiner | Blason  | Inconnu.                                         |
| Blason à dessiner | Détails | Le statut officiel du blason reste à déterminer. |

## H
| Blason de Hódmezővásárhely | Blason  | Inconnu.                                         |
| Blason de Hódmezővásárhely | Détails | Le statut officiel du blason reste à déterminer. |

## K
| Blason à dessiner | Blason  | Inconnu.                                         |
| Blason à dessiner | Détails | Le statut officiel du blason reste à déterminer. |

| Blason à dessiner | Blason  | Inconnu.                                         |
| Blason à dessiner | Détails | Le statut officiel du blason reste à déterminer. |

| Blason à dessiner | Blason  | Inconnu.                                         |
| Blason à dessiner | Détails | Le statut officiel du blason reste à déterminer. |

| Blason à dessiner | Blason  | Inconnu.                                         |
| Blason à dessiner | Détails | Le statut officiel du blason reste à déterminer. |

| Blason à dessiner | Blason  | Inconnu.                                         |
| Blason à dessiner | Détails | Le statut officiel du blason reste à déterminer. |

| Blason de Kübekháza | Blason  | Inconnu.                                         |
| Blason de Kübekháza | Détails | Le statut officiel du blason reste à déterminer. |

## M
| Blason de Makó | Blason  | Inconnu.                                         |
| Blason de Makó | Détails | Le statut officiel du blason reste à déterminer. |

| Blason de Mártély | Blason  | Inconnu.                                         |
| Blason de Mártély | Détails | Le statut officiel du blason reste à déterminer. |

| Blason de Mórahalom | Blason  | Inconnu.                                         |
| Blason de Mórahalom | Détails | Le statut officiel du blason reste à déterminer. |

## N
| Blason à dessiner | Blason  | Inconnu.                                         |
| Blason à dessiner | Détails | Le statut officiel du blason reste à déterminer. |

| Blason à dessiner | Blason  | Inconnu.                                         |
| Blason à dessiner | Détails | Le statut officiel du blason reste à déterminer. |

| Blason à dessiner | Blason  | Inconnu.                                         |
| Blason à dessiner | Détails | Le statut officiel du blason reste à déterminer. |

| Blason à dessiner | Blason  | Inconnu.                                         |
| Blason à dessiner | Détails | Le statut officiel du blason reste à déterminer. |

| Blason à dessiner | Blason  | Inconnu.                                         |
| Blason à dessiner | Détails | Le statut officiel du blason reste à déterminer. |

## O-Ó-Ö
| Blason à dessiner | Blason  | Inconnu.                                         |
| Blason à dessiner | Détails | Le statut officiel du blason reste à déterminer. |

| Blason de Ópusztaszer | Blason  | Inconnu.                                         |
| Blason de Ópusztaszer | Détails | Le statut officiel du blason reste à déterminer. |

| Blason à dessiner | Blason  | Inconnu.                                         |
| Blason à dessiner | Détails | Le statut officiel du blason reste à déterminer. |

## P
| Blason à dessiner | Blason  | Inconnu.                                         |
| Blason à dessiner | Détails | Le statut officiel du blason reste à déterminer. |

| Blason à dessiner | Blason  | Inconnu.                                         |
| Blason à dessiner | Détails | Le statut officiel du blason reste à déterminer. |

| Blason à dessiner | Blason  | Inconnu.                                         |
| Blason à dessiner | Détails | Le statut officiel du blason reste à déterminer. |

## R
| Blason à dessiner | Blason  | Inconnu.                                         |
| Blason à dessiner | Détails | Le statut officiel du blason reste à déterminer. |

| Blason à dessiner | Blason  | Inconnu.                                         |
| Blason à dessiner | Détails | Le statut officiel du blason reste à déterminer. |

## S-Sz
| Blason à dessiner | Blason  | Inconnu.                                         |
| Blason à dessiner | Détails | Le statut officiel du blason reste à déterminer. |

| Blason à dessiner | Blason  | Inconnu.                                         |
| Blason à dessiner | Détails | Le statut officiel du blason reste à déterminer. |

| Blason de Szeged | Blason  | Inconnu.                                         |
| Blason de Szeged | Détails | Le statut officiel du blason reste à déterminer. |

| Blason à dessiner | Blason  | Inconnu.                                         |
| Blason à dessiner | Détails | Le statut officiel du blason reste à déterminer. |

| Blason de Székkutas | Blason  | Inconnu.                                         |
| Blason de Székkutas | Détails | Le statut officiel du blason reste à déterminer. |

| Blason de Szentes | Blason  | Inconnu.                                         |
| Blason de Szentes | Détails | Le statut officiel du blason reste à déterminer. |

## T
| Blason à dessiner | Blason  | Inconnu.                                         |
| Blason à dessiner | Détails | Le statut officiel du blason reste à déterminer. |

| Blason à dessiner | Blason  | Inconnu.                                         |
| Blason à dessiner | Détails | Le statut officiel du blason reste à déterminer. |

## Ú-Ü
| Blason à dessiner | Blason  | Inconnu.                                         |
| Blason à dessiner | Détails | Le statut officiel du blason reste à déterminer. |

| Blason à dessiner | Blason  | Inconnu.                                         |
| Blason à dessiner | Détails | Le statut officiel du blason reste à déterminer. |

## Z-Zs
| Blason de Zákányszék | Blason  | Inconnu.                                         |
| Blason de Zákányszék | Détails | Le statut officiel du blason reste à déterminer. |

| Blason à dessiner | Blason  | Inconnu.                                         |
| Blason à dessiner | Détails | Le statut officiel du blason reste à déterminer. |